# Zephyranthes drummondii
Zephyranthes drummondii là một loài thực vật có hoa trong họ Amaryllidaceae. Loài này được D.Don miêu tả khoa học đầu tiên năm 1836.